# Ejido el Tzajib
Ejido el Tzajib är en ort i Mexiko.   Den ligger i kommunen Tanlajás och delstaten San Luis Potosí, i den centrala delen av landet, 260 km norr om huvudstaden Mexico City. Ejido el Tzajib ligger 92 meter över havet och antalet invånare är 125.
Terrängen runt Ejido el Tzajib är platt åt nordost, men åt sydväst är den kuperad. Terrängen runt Ejido el Tzajib sluttar norrut. Runt Ejido el Tzajib är det ganska tätbefolkat, med 93 invånare per kvadratkilometer. Närmaste större samhälle är El Pando, 1,5 km öster om Ejido el Tzajib. Trakten runt Ejido el Tzajib består till största delen av jordbruksmark.